# Sulejówek
Sulejówek ist eine Stadt in Polen im Großraum Warschau. Sulejówek liegt etwa 18 km vom Zentrum Warschaus und gehört zum Powiat Miński in der Woiwodschaft Masowien.

## Geschichte
Die erste urkundliche Erwähnung des Ortes erfolgte im Jahr 1526 als Sulewo. Bei der dritten Teilung Polens 1795 kam das Dorf an Österreich, 1815 an Kongreßpolen. Zu diesem Zeitpunkt bestand das Dorf aus 6 Wohngebäuden mit 57 Einwohnern.
1939 wurde der Ort von der Wehrmacht besetzt, am 31. Juli 1944 endete die Besetzung mit dem Einmarsch der Roten Armee. Am 18. Juli 1962 erhielt Sulejówek, mit inzwischen 13.500 Einwohnern, das Stadtrecht.
Von 1975 bis 1998 gehörte die Gemeinde zur Woiwodschaft Warschau.
Unweit des Stadtzentrums steht seit 2020 das Józef-Piłsudski-Museum, das dem polnischen Staatsmann und Marschall von Polen Józef Piłsudski (1867–1935) gewidmet ist. Er lebte in den 1920er Jahren hier zusammen mit seiner Familie in der Villa Milusin (polnisch Willa „Milusin“), die heute Teil des Museums ist.